# ماشین‌کاری قوس پلاسما
ماشین‌کاری قوس پلاسما (به انگلیسی: Plasma arc machining) به صورت مخفف (PAM) فرایندی است که در آن هوای فشرده به عنوان گاز پلاسما بکار می‌رود. وقتی که هوا تحت دمای بالای قوس الکتریکی قرار می‌گیرد به گازهای تشکیل دهنده خود تجزیه می‌شود به علت اینکه اکسیژن در پلاسمای حاصل بسیار فعال است سرعت برش تا حدود ۲۵٪ زیاد می‌شود. یک اشکال این روش این است که معمولاً یک سطح به شدت اکسید شده، به ویژه با فولاد زنگ نزن وآلومینیم بدست می‌آید همچنین هوا باید بدون ناخالصی وبا فشار مناسب حفظ شود برای این کار از کمپرسور استفاده می‌شود در این روش به جای تنگستن از الکترودهای هافینم مس استفاده می‌شود زیا تنگستن یا اکسیژن واکنش نشان می‌دهند عمر الکتودها بدون توجه به مواد بکار رفته کوتاه است برای افزایش عمر الکترود از جریان رو به پایین اکسیژن د سوراخ نازلی که نیتروژن به عنوان گاز برشی اصلی از میان آن عبور می‌کند استفاده شده‌است با استفاده از مخلوط گازی ۸۰٪ نیتروژن و ۲۰٪ اکسیژن سرعت برش فولاد نرم تا حدود۲۵٪ زیاد می‌شود.
فقط مواد رسانای الکتریکی مثل فولاد زنگ نزن، کرم نیکل، آلومینیم ومس را می‌توان با روش پلاسما هوا ماشینکاری کرد. ماشینکاری با پلاسما هوا برای برش صفحه‌ای از جنس فولاد به ضخامت6.25 mm نصف روش‌های گازدوگانه و تزریق آب هزینه دارد زیرا در این روش هوا به عنوان حامل پلاسما وگاز محافظ استفاده می‌شود. ماشین‌های صنعتی دارای تجهیزات راه اندازی قوس اتوماتیک هستند که سرعت برشی اولیه بالا و قابل اطمینانی را تضمین می‌کند. این سرعت برشی سه تا پنج برابر بیش از سرعت بذش با گاز مرسوم است.

## کاربرد ماشینکاری با قوس پلاسما
۱. برش پروفیل از صفحه تخت
برش پروفیل از فلزاتی مانند فولاد زنگ نزن، آلومینیم وآلیاژهای مس که ماشینکاری آن‌ها با روش‌های سوخت واکسی مشکل است، به ویژه همراه با کنترل عددی کامپیوتر (CNC) یک کاربرد صنعتی گسترده ماشینکری با پلاسما است برای برش صفحاتی به ضخامت 6-25mm سرعت‌هایی تا چهار برابر سرعت روش گاز سوخت واکسی گزارش شده‌است یک دسگاه اقتصادی تا حدود 250kw توان مصرف می‌کند.
۲. شیارها
ابعاد شیار آشکار به توان قوس، سرعت جابه جایی وزاویه وارتفاع مشعل پلاسما بستگی دارد. به وسیلهٔ PAM با توان دستگاه 50kw و سرعت براده برداری mm/min80 شیارهایی با عمق 1.5mm وپهنای12.5mm در فولادزنگ نزن تولید شده‌است این سرعت در حدود ده تا سی برابر بزرگتر از سرعت براده برداری وسنگ زنی بزرگتر است روش‌های جت پلاسما را می‌توان برای ایجاد شیارهای مشابه در مواد غیر رسانا بکار برد اگرچه در این حالت سرعت براده برداری در حدود 30mm/min کاهش می‌یابد.
ماشینکاری با پلاسما را می‌توان برای تولید شیارها برای تولید آتی بکار برد. هنگامی که جوش لب به لب با کیفیت بالا در نظر باشدمی توان یک سمت اتصال را جوش دادوسپس در سمت مقابل اتصال ایجاد کرد (مثلاً با براده برداری یا سنگ زنی) تا فلز جوش سالم بدست آید.
۳. روتراشی
بعلت اینکه در ماشینکاری پلاسما قطعه کار و ابزار بهم برخورد نمی‌کنند این روش در روتراشی به ویژه در مواردی که ماشینکاری آن‌ها با روش‌های مرسوم مشکل است مورد توجه می‌باشد.
مشعل پلاسما مشابه یک ابزار معمولی در ماشین استاندارد بسته می‌شود. مشعل باید مماس بر قطعه کار وبا زاویه ۳۰ درجه نصب شود. سرعت سطح اغلب حدود 2m/min باسرعت پیشروی در حدود 5mm/min است. در روتراشی فولادآلیاژیسرعت براده برداری با توان مصرفی زیاد می‌شود.
۴. ماشینکاری با پلاسما در زیرآب
اخیراً گزارش شده (گراهام، ۱۹۸۰) که با فروبردن نازل پلاسما وقطعه کار به عمق 10mm آب صدا، نورخیرهکننده ودود کم می‌شود همچنین می‌توان گاز نیتروژن به راحتی به عنوان گاز پلاسما بکار برد ویک دستگاه تخلیه گران‌قیمت حذف می‌شود بعلت اینکه نیتروژن سطح ایجادشده را اکسید اکسید نکرده وبنابراین محصولات ماشینکاری در آب محلول هستند در ماشینکاری با پلاسما صفحات فولاد نرم این گاز به آرگون ویا ترکیبات آرگون / هیدروژن ترجیح داده می‌شود افزایش جزیی قدرت اسیدی با جایگزین کردن آب تازه به مقدار مناسب کم می‌شود.
البته ماشینکاری پلاسما در زیر آب با سرعت برش کم بدست آمده وبا مشکلات عملیاتی با الکترودهای سوزنی بکار رفته کاهش می‌یابد در هرحال دقت 0.2mm در 9mm برای ماشینکاری با پلاسما در زیر آب با کنترل عددی مطرح شده‌است کاربرد این روش در زیر آب مدتی مورد بررسی قرار گرفته ولی هنوز اطلاعات کمی در این مورد وجود دارد
مشکل اصلی پیشرفت ماشینکاری پلاسما مقدار توان الکتریکی زیاد برای این فرایند است برای برش ورق 12mm فولاد نرم با سرعت 2.5m/min توان220kw لازم است از طرف دیگر این فرایند با روش کنترل عددی کامپیوتر تطبیق پیدا می‌کند.